# Lac Shala
Le lac Shala (ou Shalla) est un lac de soude d'Éthiopie situé au sud d'Addis-Abeba, dans le parc national d'Abijatta-Shalla.

## Présentation
Réputé pour des sources sulfureuses, le lac comprend plusieurs îles qui sont habitées par le Pélican blanc, l'une d'elles s'appelant d'ailleurs l'île pélican.
Le lac Shala est entouré de sources chaudes remplies d'eau bouillante et les terres avoisinantes sont d'ailleurs parcourues de fissures dues à l'érosion et à des tremblements de terre. En raison des vapeurs s'échappant des sources, l'atmosphère autour du lac est souvent brumeuse. Au sud du lac, on retrouve une très grande variété de flamants et d'oiseaux. Au nord, s'étend le lac Abijatta.
Le lac pourrait être menacé par le pompage excessif et incontrôlé des eaux.